# Manduca jordani
Manduca jordani is een vlinder uit de familie van de pijlstaarten (Sphingidae). De wetenschappelijke naam van de soort werd in 1912 gepubliceerd door Eugenio Giacomelli.